# 腓特烈·阿道夫 (利珀)
腓特烈·阿道夫（Friedrich Adolf zur Lippe，1667年9月2日—1718年7月18日），利珀-德特摩德伯爵，西蒙·海因里希之子。

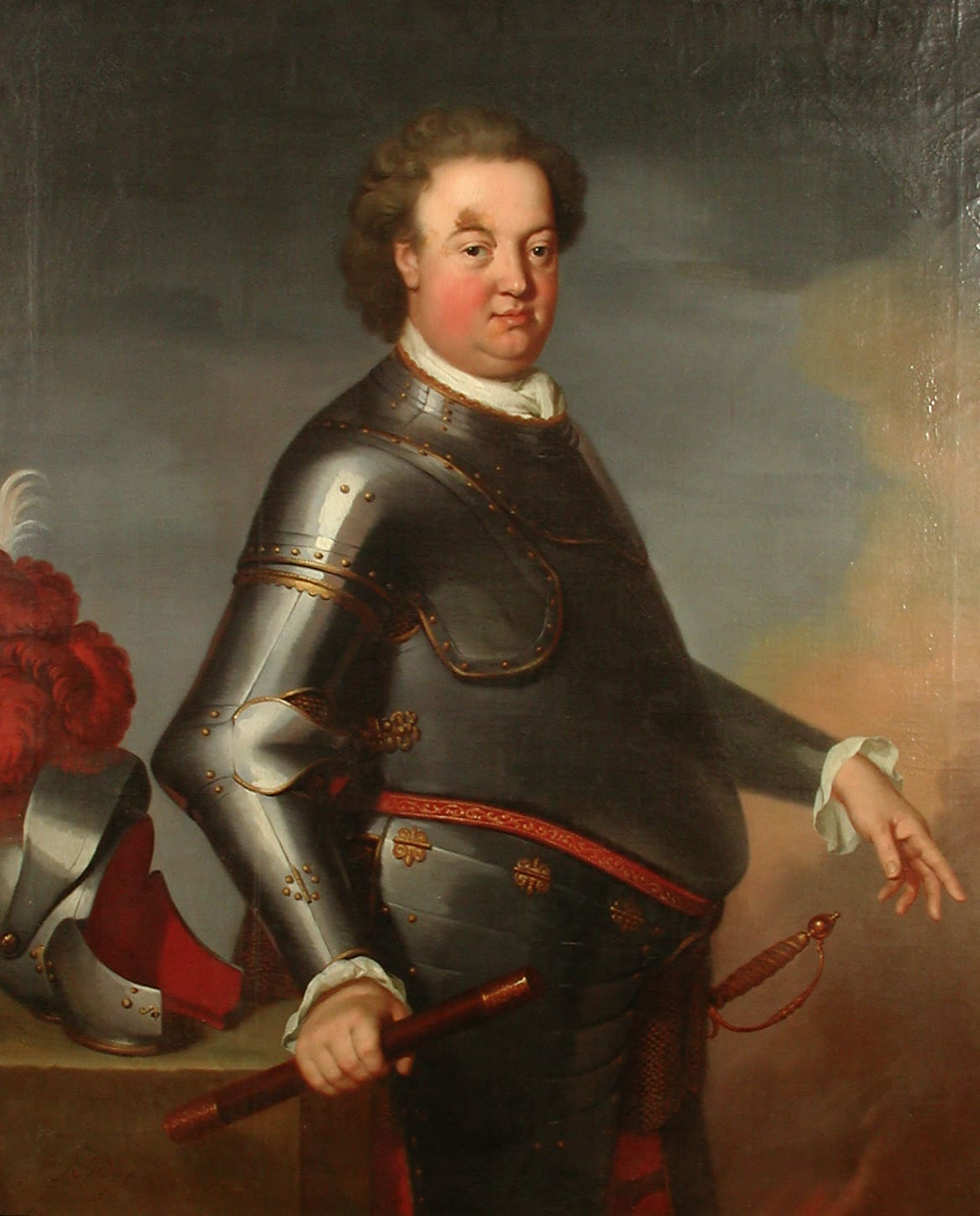
腓特烈·阿道夫

腓特烈·阿道夫的妻子是拿騷-紹姆堡的阿道夫女兒約翰娜·伊麗莎白，有三個小孩。
- 西蒙·海因里希·阿道夫（1694—1734）
- 卡爾·腓特烈（1695—1725）
- 腓特烈·奧古斯特（1699—1724）